# Nederlandse kampioenschappen atletiek 1990
De Nederlandse kampioenschappen atletiek 1990 vonden van 13 t/m 15 juli plaats in Rotterdam.

## Uitslagen
| Atleet              | Prestatie  | Onderdeel                 | Atlete                  | Prestatie |
| ------------------- | ---------- | ------------------------- | ----------------------- | --------- |
| Paul Franklin       | 10,84      | 100 m                     | Nelli Cooman            | 11,89     |
| Jerry Achthoven     | 21,40      | 200 m                     | Gretha Tromp            | 24,06     |
| Arjen Visserman     | 47,03      | 400 m                     | Gretha Tromp            | 52,35     |
| Robin van Helden    | 1.47,69    | 800 m                     | Ellen van Langen        | 2.01,57   |
| Robin van Helden    | 3.44,56    | 1500 m                    | Ellen van Langen        | 4.22,12   |
| -                   | -          | 3000 m                    | Elly van Hulst          | 9.00,59   |
| Marcel Versteeg     | 13.54,53   | 5000 m                    | -                       | -         |
| Marti ten Kate      | 28.47,92   | 10.000 m                  | Joke Kleijweg           | 34.16,07  |
| -                   | -          | 100 m horden              | Ine Langenhuizen        | 13,75     |
| Ruud van Maurik     | 14,21      | 110 m horden              | -                       | -         |
| Remco Tournier      | 51,75      | 400 m horden              | Gretha Tromp            | 56,62     |
| Hans Koeleman       | 8.38,65    | 3000 m steeplechase       | -                       | -         |
| Metro               | 41,79      | 4 x 100 m estafette       | ADA                     | 47,51     |
| AAC                 | 3.10,79    | 4 x 400 m estafette       | -                       | -         |
| Harold van Beek     | 1:35.46,90 | 20.000 meter snelwandelen | -                       | -         |
| Henk Jan Gebben     | 2,11       | hoogspringen              | Monique van der Weide   | 1,82      |
| Chris Leeuwenburgh  | 5,05       | polsstokhoogspringen      | -                       | -         |
| Frans Maas          | 7,96       | verspringen               | Mieke van der Kolk      | 6,23      |
| Paul Lucassen       | 15,87      | hink-stap-springen        | Lenneke Fleerakkers *   | 11,87     |
| Erik de Bruin       | 18,28      | kogelstoten               | Deborah Dunant          | 16,48     |
| Erik de Bruin       | 65,54      | discuswerpen              | Jacqueline Goormachtigh | 55,02     |
| Jeroen van der Meer | 78,16      | speerwerpen               | Ingrid Lammertsma       | 58,62     |
| Peter van Noort     | 63,28      | kogelslingeren            | -                       | -         |

* Officieuze eerste Nederlandse kampioene. Onderdeel was als demonstratienummer in het programma opgenomen
1904 · 
1908 · 
1909 · 
1910 · 
1911 · 
1912 · 
1913 · 
1914 · 
1915 · 
1917 · 
1918 · 
1919 · 
1920 · 
1921 · 
1922 · 
1923 · 
1924 · 
1925 · 
1926 · 
1927 · 
1928 · 
1929 · 
1930 · 
1931 · 
1932 · 
1933 · 
1934 · 
1935 · 
1936 · 
1937 · 
1938 · 
1939 · 
1940 · 
1941 · 
1942 · 
1943 · 
1944 · 
1946 · 
1947 · 
1948 · 
1949 · 
1950 · 
1951 · 
1952 · 
1953 · 
1954 · 
1955 · 
1956 · 
1957 · 
1958 · 
1959 · 
1960 · 
1961 · 
1962 · 
1963 · 
1964 · 
1965 · 
1966 · 
1967 · 
1968 · 
1969 · 
1970 · 
1971 · 
1972 · 
1973 · 
1974 · 
1975 · 
1976 · 
1977 · 
1978 · 
1979 · 
1980 · 
1981 · 
1982 · 
1983 · 
1984 · 
1985 · 
1986 · 
1987 · 
1988 · 
1989 · 
1990 · 
1991 · 
1992 · 
1993 · 
1994 · 
1995 · 
1996 · 
1997 · 
1998 · 
1999 · 
2000 · 
2001 · 
2002 · 
2003 · 
2004 · 
2005 · 
2006 · 
2007 · 
2008 · 
2009 · 
2010 · 
2011 · 
2012 · 
2013 · 
2014 · 
2015 · 
2016 ·
2017 ·
2018 ·
2019 ·
2020 ·
2021 ·
2022 ·
2023 ·
2024 ·
2025